# Teoría de Donaldson
La teoría de Donaldson es el estudio de las variedades diferenciables de dimensión cuatro usando teoría de gauge y conexiones de Yang-Mills. Fue iniciada por Donaldson en 1983 quien demostró el teorema de Donaldson restringiendo las posibles formas cuadráticas del segundo grupo de cohomología de una variedad cuatridimensional simplemente conexa.
La mayor parte de resultados matemáticos de la teoría de Donaldson depende de que la variedad tenga una estructura diferenciable y son falsos para variedades topológicas generales. Muchos de los teoremas de la teoría de Donaldson también han podido ser demostrados fácilmente mediante la teoría de Seiberg-Witten.